# Guillermo Escalada
Guillermo Escalada (né le 24 avril 1936 à Montevideo en Uruguay et mort le 21 juin 2023) est un footballeur international uruguayen, qui évoluait au poste d'attaquant.

## Biographie

### Carrière en club
Avec le Club Nacional, il remporte trois championnats d'Uruguay.

### Carrière en sélection
Avec l'équipe d'Uruguay, il joue 30 matchs (pour 11 buts inscrits) entre 1955 et 1962. 
Il figure dans le groupe des sélectionnés lors de la coupe du monde de 1962. Il ne joue aucun match lors de la phase finale de cette compétition mais dispute toutefois deux rencontres comptant pour les tours préliminaires de celle-ci.
Il participe également aux championnats sud-américains de 1955,  de 1956, de 1959 (Argentine) et de 1959 (Équateur). La sélection uruguayenne remporte la compétition lors de l'édition 1956 qui se déroule en Uruguay, puis lors de l'édition 1959 qui se déroule en Équateur.

## Palmarès
| Club Nacional - Championnat d'Uruguay (3) : - Champion : 1955, 1956 et 1957. |  | Uruguay - Championnat sud-américain (2) : - Vainqueur : 1956 et 1959 (Équateur). |